# David Molina
David Alejandro Molina Guerra (14 de março de 1988) é um futebolista profissional hondurenho que atua como defensor.

## Carreira
David Molina fez parte do elenco da Seleção Hondurenha de Futebol nas Olimpíadas de 2008.